# Xã Salem, Quận Shelby, Ohio
Xã Salem (tiếng Anh: Salem Township) là một xã thuộc quận Shelby, tiểu bang Ohio, Hoa Kỳ. Năm 2010, dân số của xã này là 2.224 người.